# باول سون
باول سون (بالإنجليزية: Paul Son)‏ هو لاعب كرة قدم أمريكي، ولد في 27 يناير 2003 في آناهايم في الولايات المتحدة.